# Pennella oxyporhamphi
Pennella oxyporhamphi is een eenoogkreeftjessoort uit de familie van de Pennellidae. De wetenschappelijke naam van de soort is voor het eerst geldig gepubliceerd in 1966 door Sebastian.